# Бели вукови
Четврти извиђачко-диверзантски одред "Бели вукови" су били јединица Војске Републике Српске, у саставу Сарајевско-романијског корпуса.

## Историјат
Ово је била претпоследња, у децембру мјесецу 1994. године, формирана јединица СРК, под називом: 4 извиђачко-диверзантски одред (ИДО) "Бели вукови': Основни разлози за овако касно формирање овакве јединице било је, између осталих, што до тада непријатељ није у већем обиму убацивао извиђачко-диверзантске групе (ИДГ) у распоред и дубину јединица СРК па и није било неке пријеке потребе за оваквом јединицом. Други важан моменат био је што у ВРС у то вријеме није постојао Центар за обуку овакве врсте јединица, а задатке из домена противтерористичке борбе успјешно су изводиле постојеће јединице СРК и Специјална бригада МУП-а РС. Међутим, након успјешно изведених нападних операција Сарајевско-романијског корпуса "Лукавац 93" и "Панцир 93" и стварања велике слободне територије на међупростору Трескавице, Бјелашнице, Игмана и Јахорине на јужном дијелу сарајевског ратишта, те ослобађања комплетне Нишићке висоравни на сјеверном дијелу сарајевског ратишта, проширена је зона одговорности и повећана растојања између јединица на предњем крају одбране чиме су створени повољни услови за убацивање и успјешно дејство већих непријатељских извиђачко-диверзантских група.
Основа за формирање 4. ИДО "Бели вук" био је извиђачки одред који је је у мају мјесецу 1992. године основан на Јахорини, а основао га је који је основао Милош Вукадин звани Швабо. Када је формиран Јахорински батаљон одред је ушао у његов састав и дјеловао као извиђачко-диверзантски вод. Иако је вод формално био у саставу Јахоринског батаљона често је ангажован у борбеним дејствима ван зоне одговорности своје матичне јединице. Забиљежена су успјешна дејства овог извиђачко-диверзантског вода: почетком јануара 1993. године у рејону Враца, за вријеме операције ВРС "Лукавац 93" на илијашком дијелу ратишта, те Голом брду и Жучи. У јануару 1993. Милош Вукадин постаје командант Јахоринског батаљона. Нажалост, убрзо је настрадао. Стао је на мину 2. фебруара и ускоро преминуо од последица рањавања.
За команданта новооснованог јуришно-извиђачког одреда Сарајевско-романијског корпуса Војске Републике Српске 22. фебруара 1993. постављен је Срђан Кнежевић. Кнежевић је на овом мјесту остао до прољећа 1996. Име "Бели вукови" добили су у зиму 1993/94. године када су држали положаје на планини Бјелашници у веома суровим временским условима. На констатацију командира вода Срђана Кнежевића да се не може издржати у таквим временским условима, пуковник Владо Лиздек, командант 1. рпбр му је одговорио: "Можете бре, ви сте ,Бели вукови": У априлу мјесецу 1994. године постали су интервентни вод 1. рпбр, али су због свог високог рејтинга добрих ратника и даље по потреби ангажовани у читавој зони одговорности СРК. Овај вод се нарочито истакао у борбама на Чемерској планини и Нишићкој висоравни у периоду од почетка августа до половине децембра мјесеца 1994. године, најприје приликом ослобађања објекта Јасен 17. септембра, а затим и Полама у наредних неколико дана. Послије ових борби интервентни вод 1. рпбр "Бели вукови" истакао се у борбама за ослобађање Мошевачког брда од 9. до 11. октобра 1994. године.
Такво успјешно и пожртвовано ратовање издигло их је на пиједестал једне од најбољих јединица у СРК, а сигурно и шире. Због својих ратничких квалитета, које су стекли ратујући у цијелој зони одговорности СРК, ојачани су једним већим бројем прекаљених бораца из других јединица и тако је настао 4 извиђачко-диверзантски одред СРК. Одмах након оснивања одред је упућен у рејон Проскока гдје је водио огорчене борбе са јединицама ОГ-1 до почетка зиме и наступања затишја на овом дијелу ратишта. Престанком извођења активних борбених дејстава, због лоших временских прилика и установљеног примирја одред је повучен на Јахорину гдје је је приступио извођењу врло интензивне борбене обуке.
Почетком маја 1995. године одред је учествовао у нападу на Дебело брдо, гдје је од 16. до 24. маја имао 14 рањених и једног погинулог борца. Од тада у одреду број сталних војника пјешадије никада није био већи од 15 бораца. Иако смањеног бројног стања одред је успјешно извршавао све задатке који су пред њега били постављени. Како је почела велика офанзивна операција Армије БиХ кодног назива "Текбир" 15. јуна 1995. године, тако је одред у континуитету добијао задатке да помогне јединицама СРК, тамо гдје је било најтеже, гдје би дошло до пуцања линије одбране као што је био случај код Трнова на Лучевику, на Осмицама на Требевићу и Кргујевцу испод Трескавице. Тако је било све до посљедњих борби на трновском дијелу бојишта када су од 9. до 11. октобра 1995. године "Бели вукови" предводили врло успјешан контранапад јединица СРК када су повраћени, у претходним борбама изгубљени важни објекти као што су Челина и Хум. У овим борбама погинуо је командант 14. дивизије АР БиХ, Заим Имамовић, након чије погибије је наступило опште расуло у јединицама 14. дивизије. Да није 11. октобра 1995. године, у поноћ, наступило примирје и крај рата вјероватно би јединице СРК повратиле велики дио територија које су у претходним данима борби биле изгубљене.
Од свог оснивања па све до расформирања по завршетку рата одред је просјечно бројао око 60 бораца. Командант одреда за све вријеме постојања био је потпоручник Срђан Кнежевић. Одред је за своје кратко вријеме постојања имао 18 погинулих бораца.